# 弧矢增七
弧矢增七，即大犬座29（29 Canis Majoris），或稱為大犬座UW（UW CMa），是一顆位於大犬座的天琴座β型變星，屬於食變星。它的星等變化以4.39日為週期從+4.84到+5.33等。
弧矢增七A是少見的O型藍超巨星，伴星較年輕且光度較低，但也是一个O型超巨星。視差量測顯示該系統距離地球約3000光年，但對於該系統恆星的光度與光譜類型而言是不尋常地近 。近年由依巴谷衛星更精確的視差量測甚至得到距離更近的2000光年結果。而這個系統被認為是疏散星團NGC 2362距離較遠的成員星，因此和地球的距離應是較符合預期光度的5000光年。而這些距離量測的矛盾至今仍是一個研究議題 。如果该系统距离为2000光年，根据光度得出主星的质量将为22个太阳质量，伴星为13个太阳质量，对于O型超巨星来说，这个质量太低，甚至不及同光譜型的主序星。但是如果距离为5400光年，主星的光度将达到太阳的41万倍，伴星也将亮达太阳的17万倍，比较符合O型超巨星的亮度。从光度推算主星的质量为太阳的54倍，伴星则为太阳的20倍。